# Bunge (Museum)

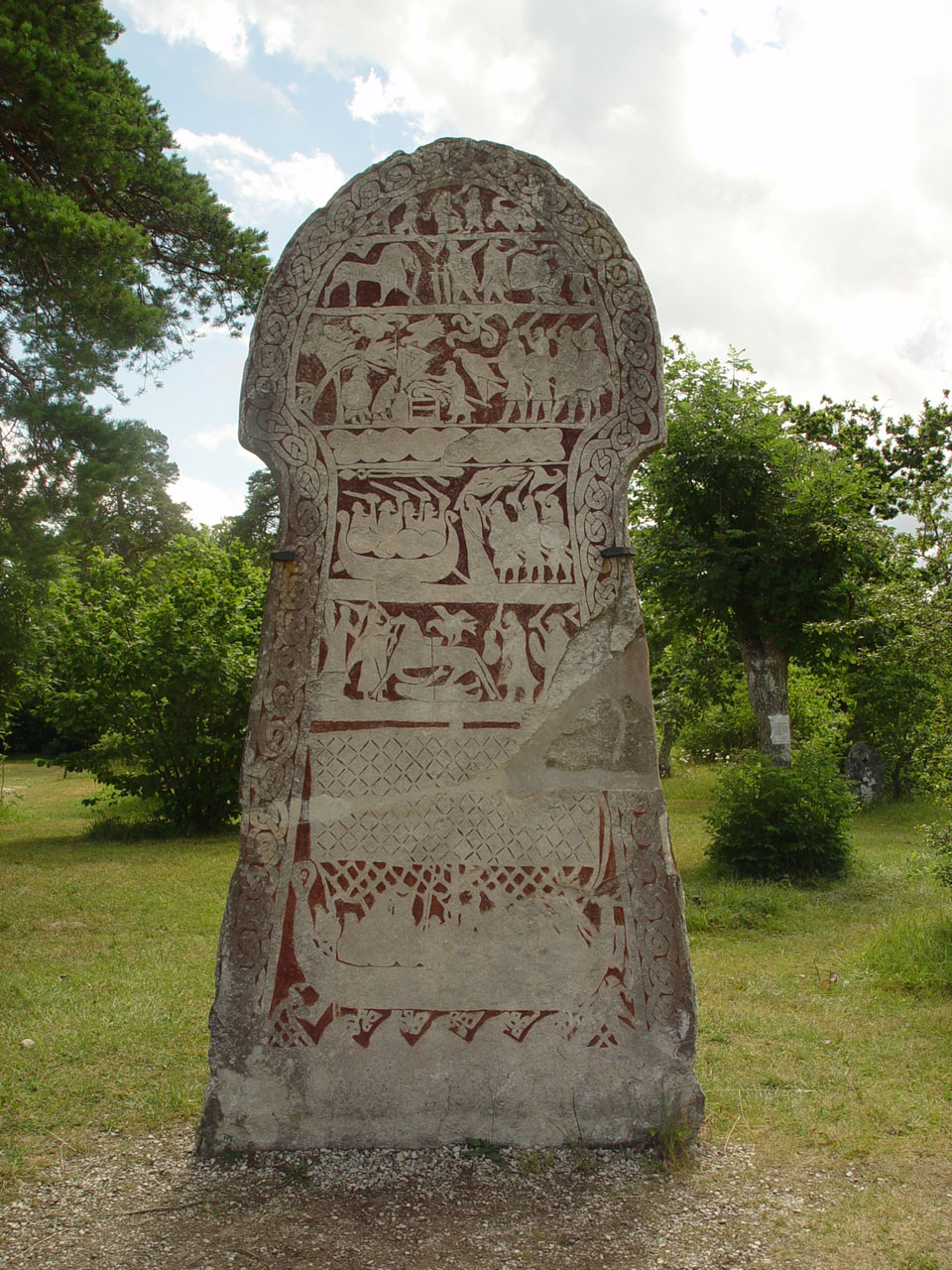
Einer der vier Bildsteine aus dem Daggängen (Wald) von Stora Hammars, die nach Bunge versetzt wurden

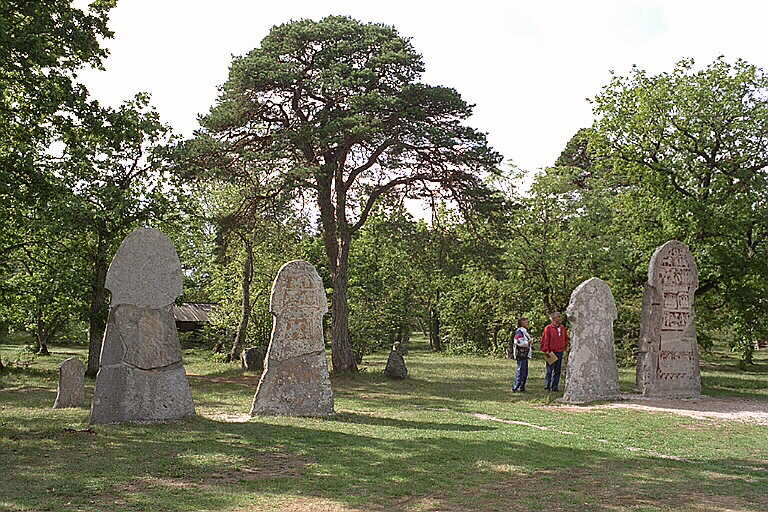
Bildsteine von Stora Hammars, die nach Bunge versetzt wurden

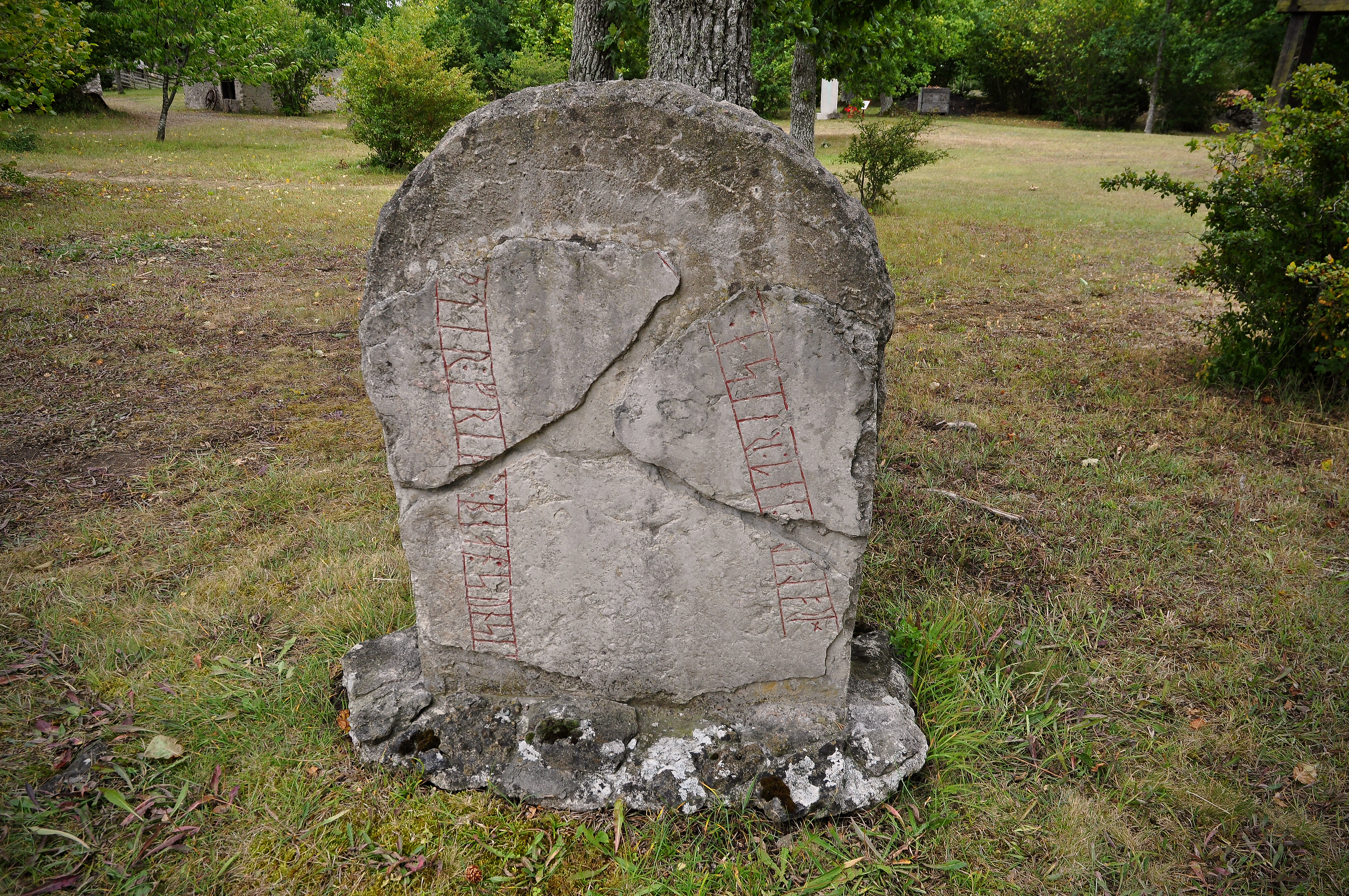
Runenstein im Museum

Das kulturhistorische Museum Bunge westlich von Fårösund auf der schwedischen Ostseeinsel Gotland zeigt primär bäuerliches Leben der Vergangenheit, aber auch vorzeitliche Objekte.

## Gründung
Die ersten Bauernhäuser kamen im Jahre 1908 im Zusammenhang mit einer Flurbereinigung nach Bunge. Einige archaische Bauten bei Biskops sollten abgerissen werden. Der Lehrer Th. Erlandsson (1869–1953) weckte das Interesse der Inselbewohner für ihre Erhaltung. Ein Verein wurde gegründet und die Kirche stellte das Gelände zur Verfügung. Heute ist Bunge eines der größten Freilichtmuseen Schwedens.

## Torbau
Den Eingang bildet ein mittelalterliches Hoftor, eine Kopie desjenigen, das sich auf dem Riddarehof (Ritterhof) in Hejnum befindet. Solche Torbauten waren für Großbauernhöfe, Kirch- und Pfarrhöfe im nördlichen Teil der Insel charakteristisch. Die Anlage ist von einem „Standtun“, einem Zaun aus schräg gestellten Holzstangen, umgeben, wie man ihn nur auf Gotland und in Estland findet. Er ist ein effektives Hindernis für Wind und Schnee.

## Gräberfeld
Innerhalb des Geländes ist die Vorgeschichte der Insel dargestellt. Hier wurde ein Gräberfeld rekonstruiert, das neben einer Schiffssetzung, einem Radgrab, einer Grabkugel und einem Richterring auch eine Anzahl Gotländische Bildsteine beinhaltet. 

## Die Höfe
Das übrige Museum besteht aus Bauernhöfen aus dem 17., 18. und 19. Jahrhundert (im Aufbau) sowie Beispielen jener Gebäude, die zu gotländischen Bauernhöfen gehörten. 

### Hof 1

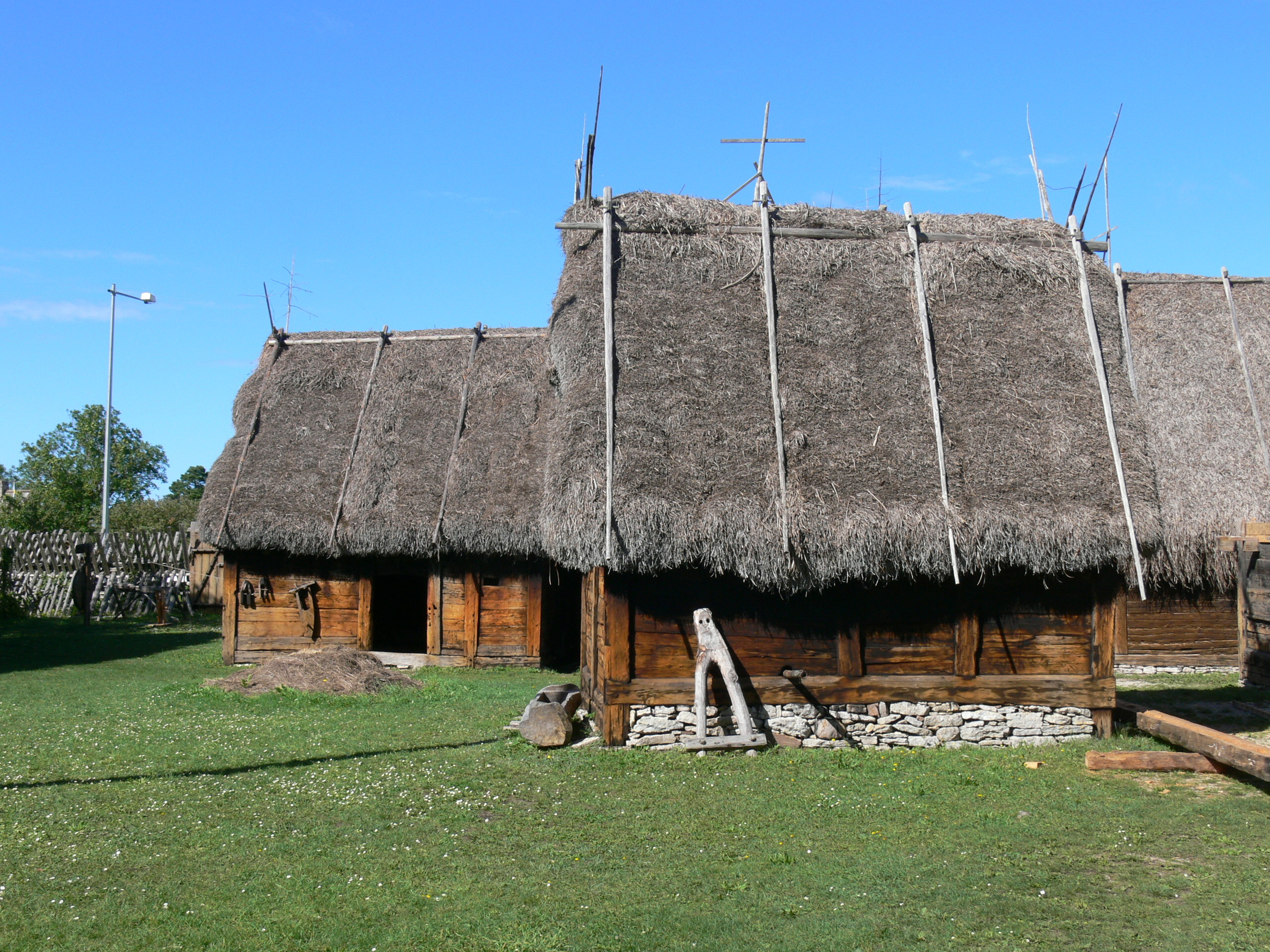
Hof aus dem 17. Jahrhundert

Die meisten Häuser des ältesten Hofes (Gammelgården) stammen aus dem 17. Jahrhundert. In der Mitte steht ein Hofkreuz, das es auf vielen gotländischen Höfen gab. Das Haupthaus, eine im 17. Jahrhundert gebaute, geteerte Bohlenhütte stammt aus Lunderhage in Fleringe. Ihr Eingang befindet sich am Giebel. Die Diele hat Steinfußboden. Der Wohnraum besitzt eine typische Einrichtung, darunter ein Bett mit Vorhang einen offenen Herd und einen gewaltigen Schrank. Die bleigefassten Fenster sind bemalte Kopien. Die Originalfenster des Lunderhager Hofes befinden sich im Länsmuseum Gotlands Fornsal. Auf Gotland wurde das Richtfest als „Fönstergille“ (Fensterschmaus) ausgerichtet. Die Gäste brachten bemalte Fenster als Geschenk mit.
Die kleine Kammer nebenan ist das Altenteil des Hofes. Daneben liegt ein kleiner Festraum. Er konnte in das Haupthaus integriert sein oder frei stehen und wurde als Gastmahlssaal, Brautkammer oder Leichenraum benutzt. Die Nebengebäude stammen in erster Linie vom Biskopshof und haben steile Reetdächer. Auch sie sind in Bohlenbauweise aufgeführt. Die Planken („Bularna“) sind roh mit dem Beil behauen und mit Zapfen verbunden. Sogar die Scharniere der Scheune sind aus Holz. Die Nebengebäude sind zwei Schuppen, drei Ställe und eine Scheune. Die Scheune trägt die Jahreszahl 1621. Im Doppelschuppen ist eine dänische Inschrift erhalten (Gotland war zu der Zeit dänisch) „Rasmus Biskops erbaute diese Bude mit Gottes Gnade im Jahre 1629“. Das Scheunendach ruht auf Sohlbalken. Diese Konstruktion erinnert an eisenzeitliche Häuser. In entsprechendem Abstand vom Hof liegen drei „Feuerhäuser“: die Bickingkäula, wo man Fisch räucherte, die Sauna und die Schmiede.

### Hof 2

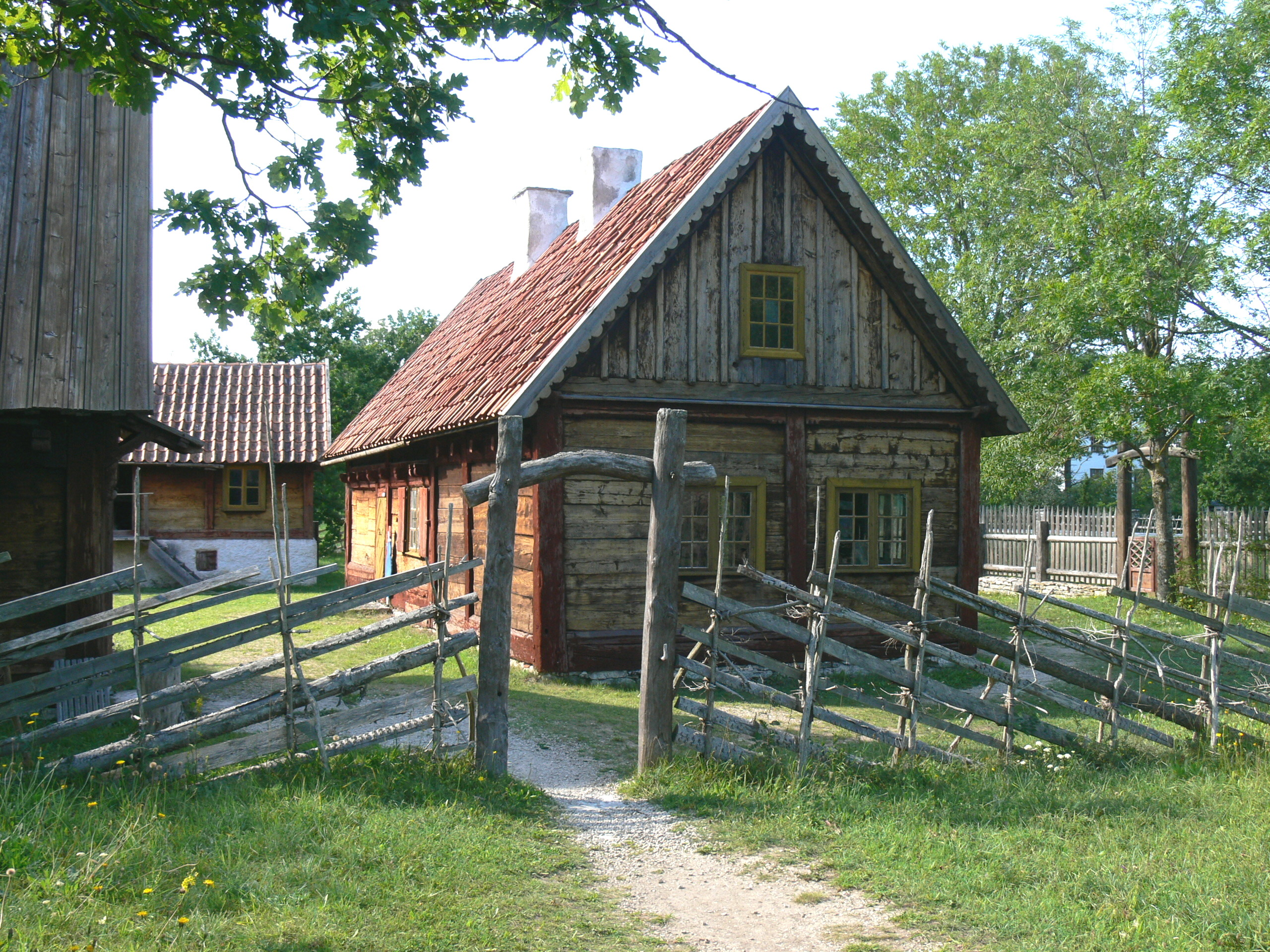
Gebäude des 18. Jahrhunderts

Der Hof des 18. Jahrhunderts besteht aus einem Haupthaus und verschiedenen Nebengebäuden. Das Hauptgebäude ist ein Doppelraumhaus, das zunächst als Einraumhaus mit Diele, Wohnraum und Kammer bestand. Der alte Bau besteht aus handgehauenen liegenden Planken, die in Eckpfosten eingefügt sind. Der neuere Teil besteht aus rahmengesägtem Bauholz. Die Einrichtung des Hauses besteht aus gotländischen Heimatmöbeln. Die Flügelgebäude sind teils Altenteil und Gesindestube, teils Keller mit Brauhaus. Auf dem Hof steht eine Scheune mit Dreschraum und zwei Ställen. 
Die übrigen Bauten sind für die Subsistenzwirtschaft charakteristisch. So gibt es eine kleine Windmühle aus der Gemeinde Alva aus dem 18. Jahrhundert. Der Kalkofen nach dem Vorbild eines Ofens bei Hultungs in Bunge wurde rekonstruiert. Wie die Teerherstellung erfolgte, zeigt die Teerküche des Museums. Das Teerbrennen war eine wichtige Einkommensquelle der Bauern. Man brannte ihn nicht nur für den Eigenbedarf, sondern exportierte auch, unter anderem nach Norddeutschland. Das Museum besitzt eine Wassersäge, eine Wassermühle und eine Walkmühle, wo man groben Wollstoff walkte. Eine Bootsmannskate aus dem 18. Jahrhundert zeigt, wie die Seeleute der schwedischen Flotte lebten, die von den gotländischen Bauern unterhalten wurden. Eine kleine Fischerhütte gibt Einblick in das Leben der Armen. Die Schaf- und Pferdehütten sind Schutzbauten für die im Wald und auf der Heide frei lebenden Tiere. 
Das Bungemuseum trägt auch die Verantwortung für eine Reihe von Dependancen im nördlichen Gotland, die sich an ihrem ursprünglichen Platz befinden. Einige sind kleine Museen, die während des Sommers für Besucher geöffnet sind (zum Beispiel der Strandritterhof in Kyllaj).